# Chefe Supremo da Igreja de Inglaterra

Henrique VIII.

Chefe Supremo da Igreja da Inglaterra (em inglês: Supreme Head of the Church of England) foi um título usado pelo rei Henrique VIII de Inglaterra, significando a sua liderança da Igreja de Inglaterra.

## História
O título foi criado por Henrique VIII, que foi o responsável pelo rompimento da Igreja inglesa com a Igreja Católica Romana. Após o Papa se recusar a divorciar o rei e Catarina de Aragão e posteriormente, o excomugar em 1533. Em 1536, Henrique rompeu em definitivo com Roma, apreendendo os bens da Igreja na Inglaterra e declarado a Igreja de Inglaterra como a igreja oficial, com ele na chefia. O Ato de Supremacia de 1534 confirmou o estatuto do rei como tendo supremacia sobre a Igreja e exigia que a nobreza prestasse juramento reconhecendo a supremacia de Henrique. A filha de Henrique, Maria I, tentou restaurar fidelidade da Igreja com o Papa e revogou o Ato de Supremacia em 1555. Isabel subiu ao trono em 1558 e, no ano seguinte, o Parlamento aprovou o Ato de supremacia de 1559, que restaurou o ato inicial. No entanto, para aplacar os críticos, os nobres eram obrigados a prestar o Juramento de Supremacia, e o monarca passou a ter o título de como Governador Supremo da Igreja, em vez de Chefe Supremo. Esta formulação evitou a acusação de que a monarquia usurpou a divindade de Jesus Cristo, a quem a Bíblia identifica como Chefe da Igreja.